# 奧克馬爾吉縣
奧克馬爾吉縣（英語：Okmulgee County）是美国奧克拉荷馬州東部的一個郡，面積1,819平方公里。根據2020年美國人口普查，本縣共有人口36,706人。本縣縣治為奧克馬爾吉（Okmulgee）。

## 歷史
克里克人先後於1826年和1832年由喬治亞州和亚拉巴马州遷進本縣，由塞繆爾·喬克托領導的馬斯科吉國政府於1868年將首府定於現今奧克馬爾吉縣的县治奧克馬爾吉。翌年，政府建設了議會廳，而該議會廳於1878年被重建。
本縣於1907年11月16日成立，縣名來自克里克语「熱水」的意思。當時，本縣的人口僅為14,362人，而縣政府直至1916年仍然設於克里克族的議會廳。1916年，克里克族議會廳正式成為了一個歷史博物館。1930年，本縣的人口急升至56,558人。
20世紀初，鐵路運輸開始覆蓋這一帶。1902年至1903年，肖尼、奧克拉荷馬州與密蘇里州煤炭和鐵路公司建設了連接馬斯科吉縣和本縣的鐵路。這段鐵路於1973年被廢棄。密蘇里州、奧克拉荷馬州與海灣鐵路公司於1909年建設了通往本縣的鐵路，而北奧克馬爾吉鐵路公司則於1916年建設了通往本縣的鐵路。該段鐵路於1964年被廢棄。

## 地理

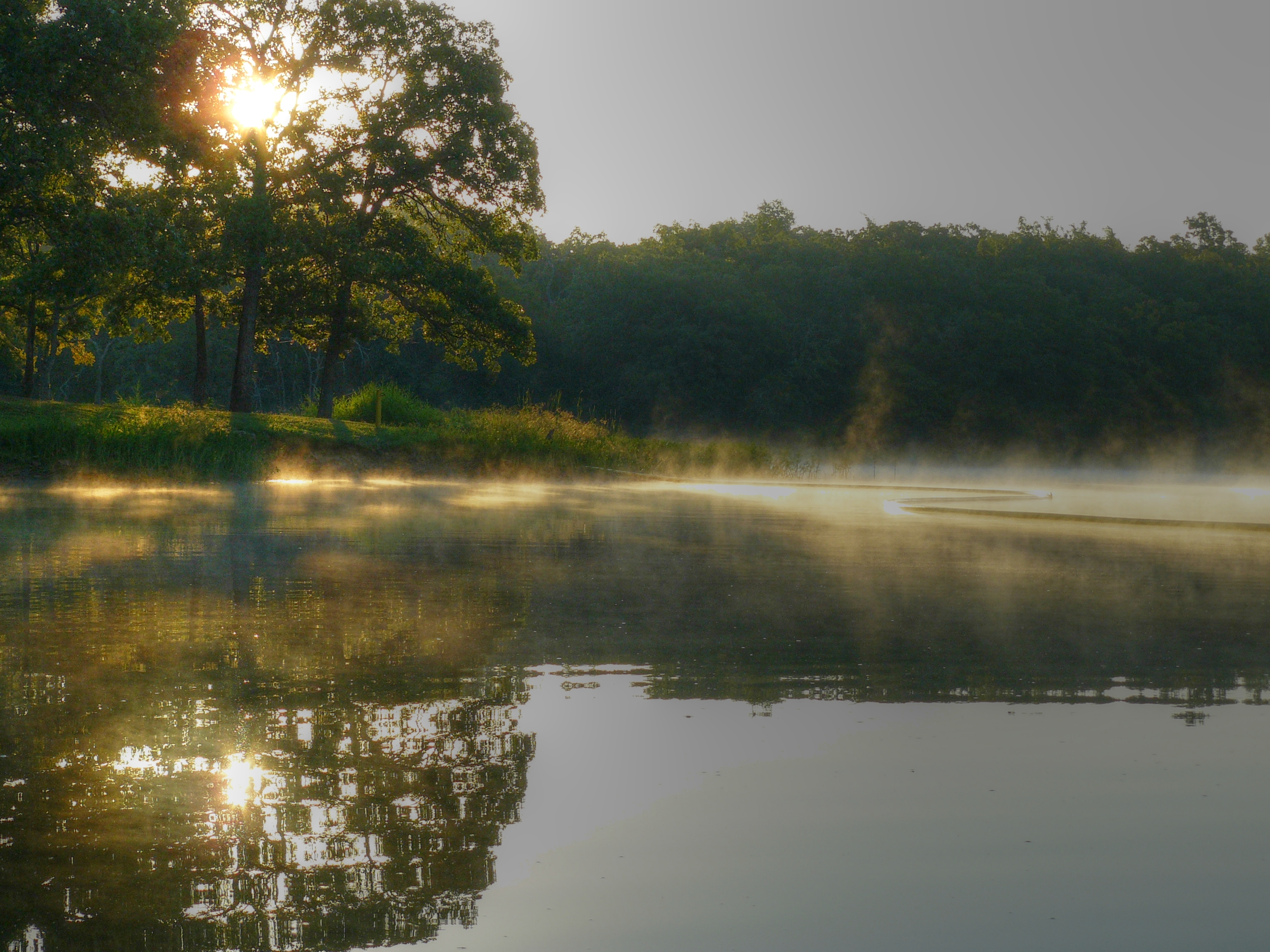
奧克馬爾吉國家公園

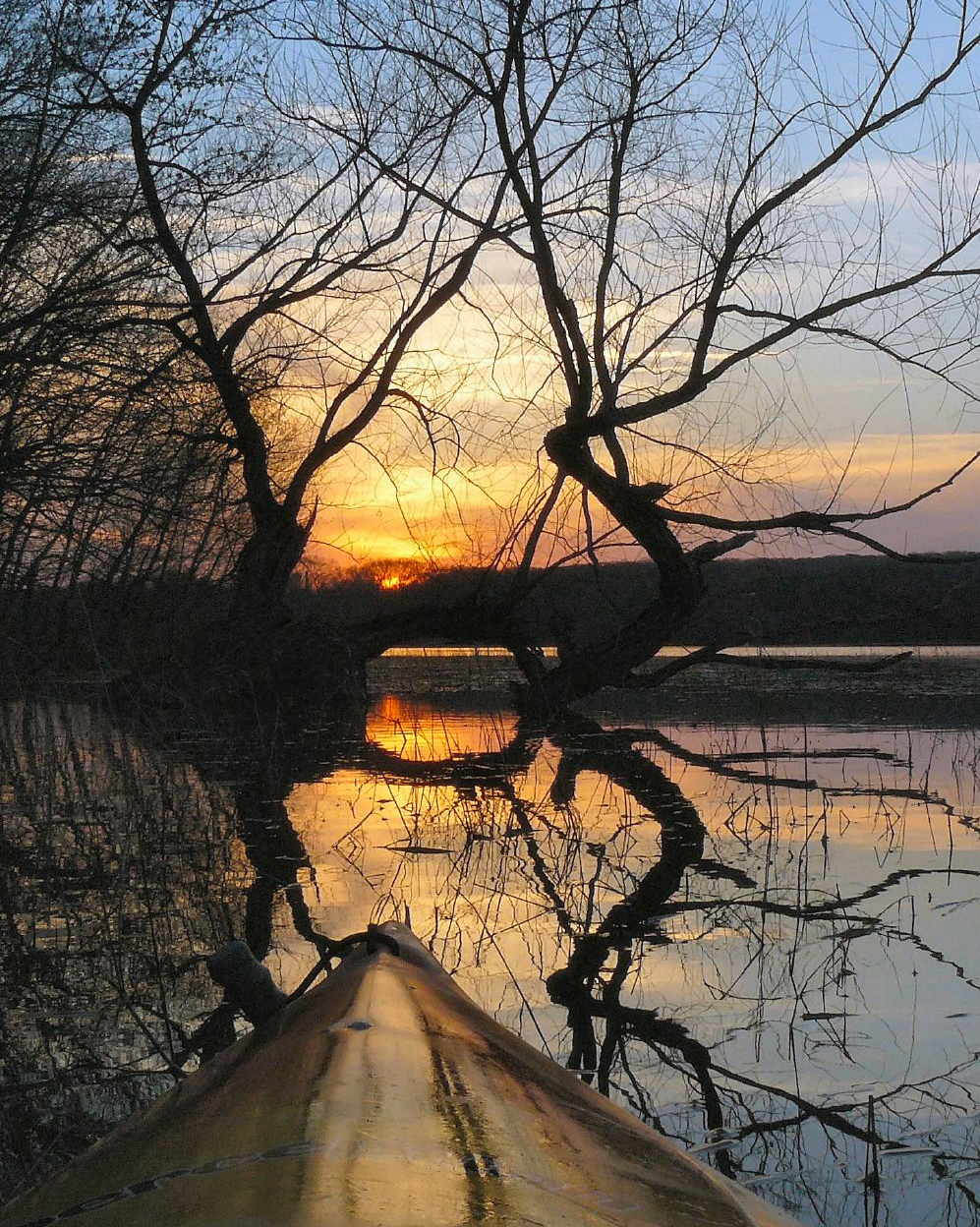
奧克馬爾吉湖

根據2000年人口普查，奧克馬爾吉縣的總面積為702平方英里（1,820平方），其中有697平方英里（1,810平方），即99.24%為陸地；5平方英里（13平方），即0.76%為水域。奧克馬爾吉湖和奧克馬爾吉公園均位於縣治奧克馬爾吉的西南方。本縣的東部是屬於奧克拉荷馬州東部低地區的一部份，而西部則是奧沙平原。加拿大河是本縣的主要水路。

### 毗鄰縣
- 塔爾薩縣（北方）
- 瓦戈納縣（東北方）
- 馬斯科吉郡（東方）
- 麥金托什郡（東南方）
- 奥克福斯基郡（西南方）
- 克里克縣（西北方）

## 人口
| 调查年                                | 人口   | 备注 | %±     |
| ------------------------------------- | ------ | ---- | ------ |
| 1910                                  | 21,115 |      | —      |
| 1920                                  | 55,072 |      | 160.8% |
| 1930                                  | 56,558 |      | 2.7%   |
| 1940                                  | 50,101 |      | −11.4% |
| 1950                                  | 44,561 |      | −11.1% |
| 1960                                  | 36,945 |      | −17.1% |
| 1970                                  | 35,358 |      | −4.3%  |
| 1980                                  | 39,169 |      | 10.8%  |
| 1990                                  | 36,490 |      | −6.8%  |
| 2000                                  | 39,685 |      | 8.8%   |
| 2010                                  | 40,069 |      | 1.0%   |
| 2012年估计                            | 39,625 |      | −1.1%  |
| 美國十年一度的人口普查 2012年人口估計 |        |      |        |

根據2000年人口普查，奧克馬爾吉縣擁有39,685居民、15,300住戶和10,694家庭。其人口密度為每平方英里57居民（每平方公里22居民）。本縣擁有17,316間房屋单位，其密度為每平方英里25間（每平方公里10間）。而人口是由69.73%白人、10.2%非裔、12.85%原住民、0.19%亞裔、0.02%太平洋岛民、0.61%其他種族和6.4%混血构成。而西裔或拉美裔佔了人口1.95%。
在15,300住户中，有32%擁有一個或以上的兒童（18歲以下）、52.8%為夫妻、13.1%為單親家庭、30.1%為非家庭、27.1%為獨居、12.6%住戶有同居長者。平均每戶有2.53人，而平均每個家庭則有3.06人。在39,685居民中，有26.9%為18歲以下、9.5%為18至24歲、25.3%為25至44歲、23.3%為45至64歲以及15.1%為65歲以上。人口的年齡中位數為37歲，女子對男子的性別比為100：95.2。成年人的性別比則為100：90.8。
本縣的住戶收入中位數為$27,652，而家庭收入中位數則為$33,987。男性的收入中位數為$29,935，而女性的收入中位數則為$20,861，人均收入為$14,065。約14.9%家庭和18.9%人口在貧窮線以下，包括24.9%兒童（18歲以下）及15.5%長者（65歲以上）。